# Синий каменный дрозд
Синий каменный дрозд (лат. Monticola solitarius) — птица семейства мухоловковых (Muscicapidae). 

## Внешний вид

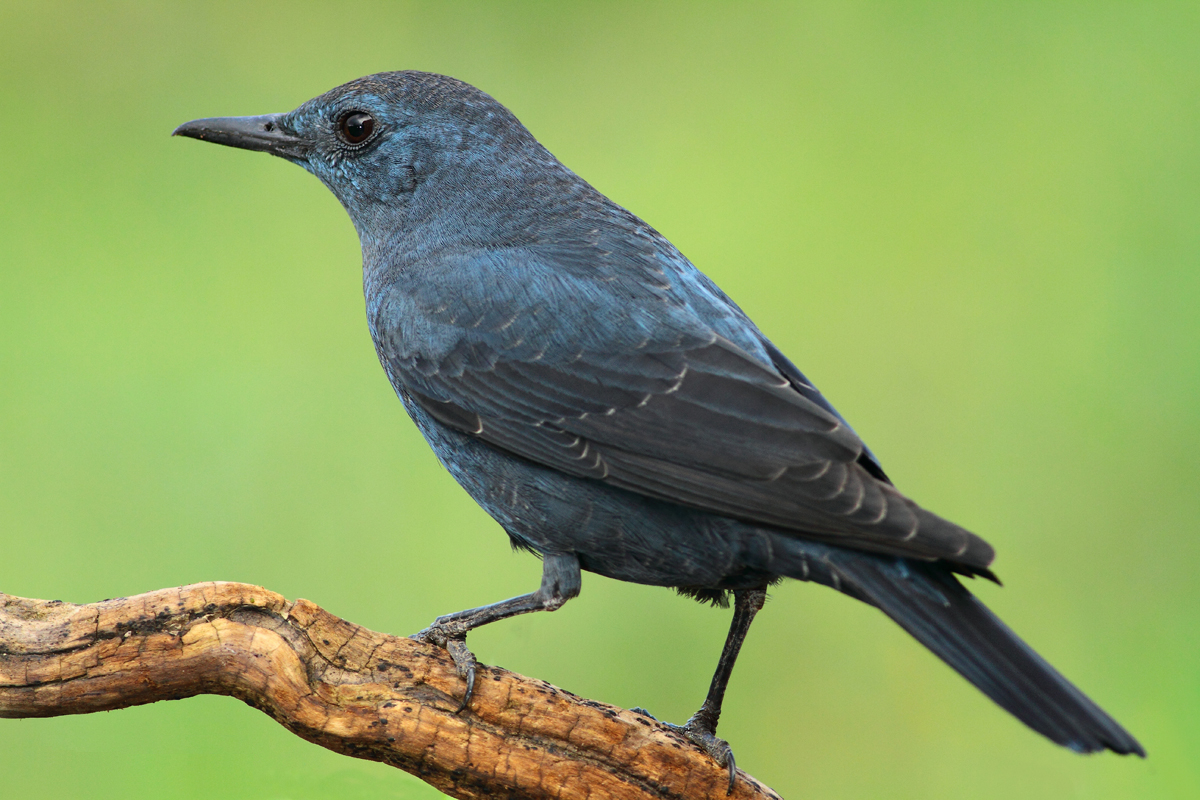
Самец европейской формы (Monticola solitarius solitarius)

Синий каменный дрозд в общем сходен с пестрым каменным дроздом, но хорошо отличается по общей синей окраске оперения, хвост несколько длиннее. По повадкам больше напоминает каменку, чем дрозда. Нередко поет на лету, широко расставляя при этом крылья и хвост.
У синих каменных дроздов выражен половой диморфизм и оба пола легко отличить друг от друга, в принципе, как и у всех остальных представителей рода каменных дроздов. У самцов чёрно-синее оперение (у самца дальневосточной формы брюхо и подхвостье красно-коричневые), а самки серовато-коричневые со светлыми пятнами. Радужная оболочка глаза у обоих полов бурая, лапки черноватые, клюв черный. Имея величину 20 см, они несколько меньше обыкновенных скворцов. Отличается довольно пугливым поведением.

## Распространение
Этот вид часто обитает в горных долинах, обрамлённых скалистыми стенами до 3000 м, на скалистых морских берегах, в руинах древних сооружений и отчасти в людских поселениях. Ареал в Европе охватывает Пиренейский полуостров и некоторые страны средиземноморского бассейна, такие как например Италия. В островном государстве Мальта синий каменный дрозд считается национальным символом.
В России встречается в восточной части Северного Кавказа, в Приморье и на юге Сахалина.

## Пение

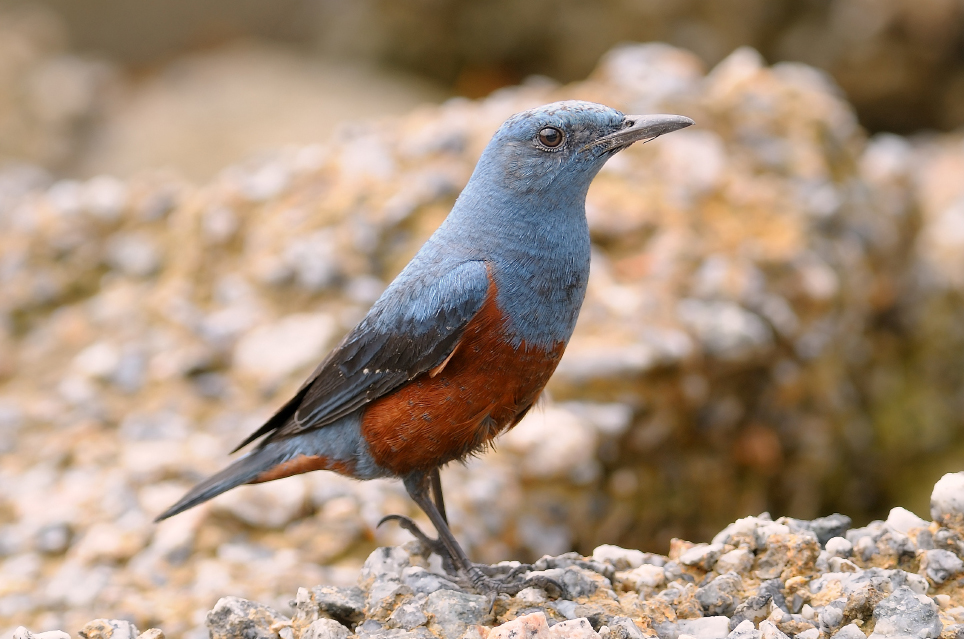
Самец Monticola solitarius philippensis

Громкое пение синего каменного дрозда звучит мелодично и меланхолично. Особенно заметно оно, когда другие птицы по вечерам или во время дождя замолкают. Время от времени в пении синего каменного дрозда проявляются и более грубые звуки. Как правило, это птица начинает петь сидя на вершине камня, но бывает что она поёт и во время бреющего полёта с растопыренным хвостом, который заканчивается пикированием вниз.

## Питание
Синий каменный дрозд относится к охотникам, которые выжидают свою добычу. Он садится в возвышенном месте и ждёт, когда добыча попадёт в его поле зрения. Его пища состоит главным образом из насекомых и их личинок и, время от времени, из ягод, которые он подбирает прямо с земли или склёвывает с растений. Эта птица обитает часто вблизи водоёмов, так как много пьёт и ежедневно купается в воде.

## Размножение

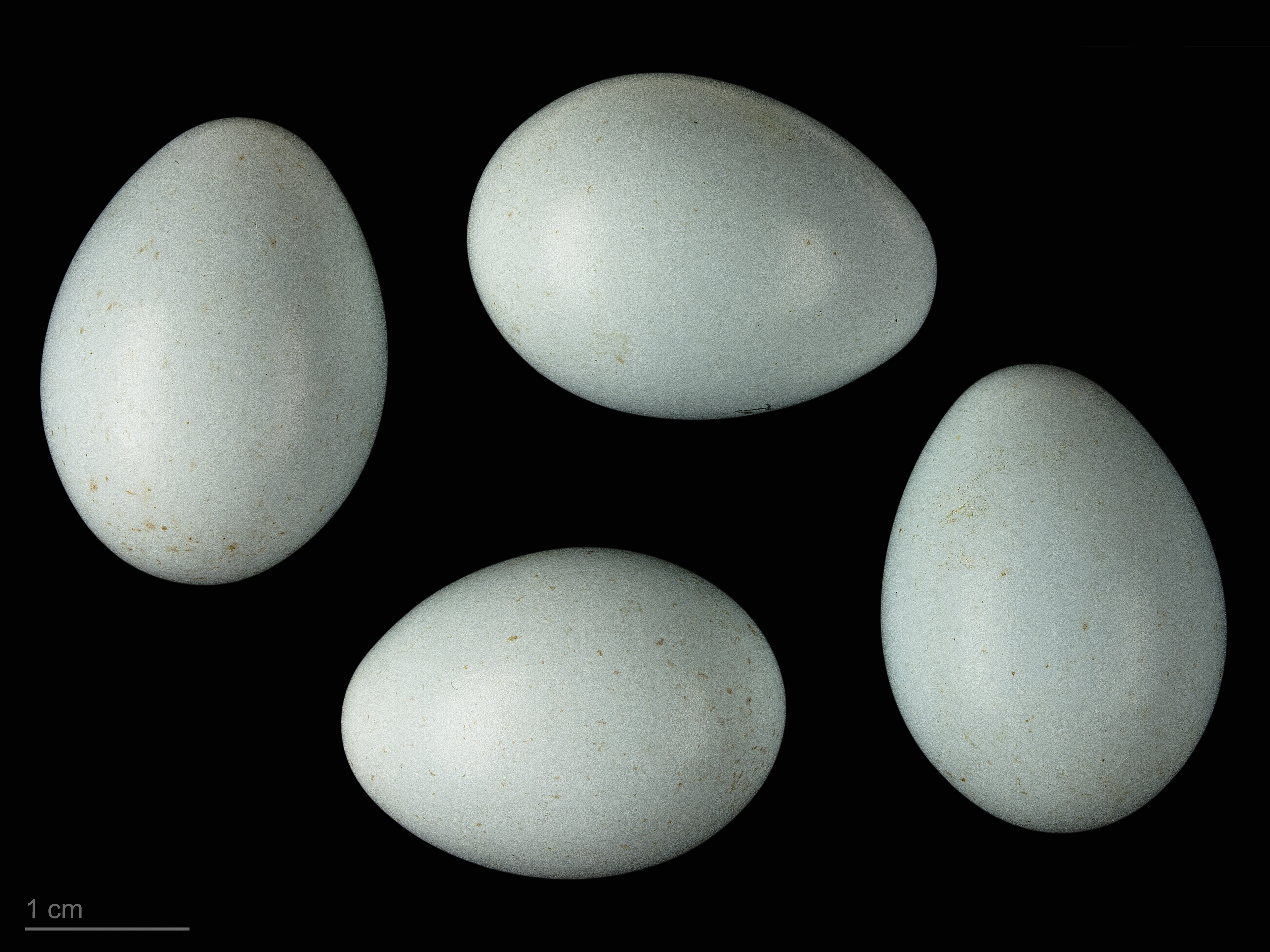
яйцо Monticola solitarius solitarius - Тулузский музеум

Каждая пара всю жизнь придерживается одного и того же места гнездования, которое может располагаться в расщелине скалы или небольшой пещерке. Синий каменный дрозд, который является перелётной птицей, поселяется в нём в конце марта и покидает его в сентябре. Гнездо строится из стеблей и корней травянистых растений, а внутри выстилается более мягкими строительными материалами. Самка откладывает в мае по 4-6 яиц голубовато-зелёного цвета (яйца похожи на яйца пёстрого каменного дрозда, но светлее) и бывают нередко покрыты буровато-красными пятнышками. Размер яиц в среднем составляет 27.57 х 19.91 мм. Яйца насиживаются 12—13 дней. Через 18 дней птенцы вылетают из гнезда и добывают пищу сами. Некоторое время они сопровождают родителей при их полётах, потом начинают самостоятельную жизнь. По завершении периода размножения птичья пара распадается, и дрозды ведут одиночный образ жизни.
Типичное для этого вида оперение у самцов появляется лишь на втором или третьем году жизни.

## Подвиды
Выделяют пять подвидов:
- Monticola solitarius solitarius (Европейский синий каменный дрозд)[4][5]
- Monticola solitarius philippensis (Восточноазиатский, дальневосточный синий каменный дрозд)[4][5]
- Monticola solitarius pandoo (Туркестанский синий каменный дрозд)[4]
- Monticola solitarius madoci
- Monticola solitarius longirostris (Закаспийский синий каменный дрозд)

### Отличительные черты
Восточноазиатский, дальневосточный синий каменный дрозд хорошо отличается от других подвидов более ярким синим цветом, а главное тем, что грудь, брюхо, подкрылья и подхвостье густого ржаво-рыжего цвета. Самки на брюшной стороне тела буроваты, на спинной темнее, чем другие подвиды. А у закаспийского синего каменного дрозда окраска заметно бледней, чем у европейского и туркестанского подвидов.